# 诺夫勒圣马丁
诺夫勒圣马丹（法語：Neaufles-Saint-Martin，法語發音：[nofl sɛ̃ maʁtɛ̃]）是法国厄尔省的一个市镇，位于该省东北部，属于莱桑德利区。

## 地理
诺夫勒圣马丹（49°16'38"N, 1°43'22"E）面积9.07 平方千米，位于法国诺曼底大区厄尔省，该省份为法国北部内陆省份，北起滨海塞纳省，西接奧恩省和卡爾瓦多斯省，南至厄尔-卢瓦省，东临瓦兹省、瓦兹河谷省和伊夫林省。
与诺夫勒圣马丹接壤的市镇（或旧市镇、城区）包括：贝尔努维尔、贝聚-圣埃卢瓦、当居、日索尔、库尔塞勒莱日索尔。
诺夫勒圣马丹的时区为UTC+01:00、UTC+02:00（夏令时）。

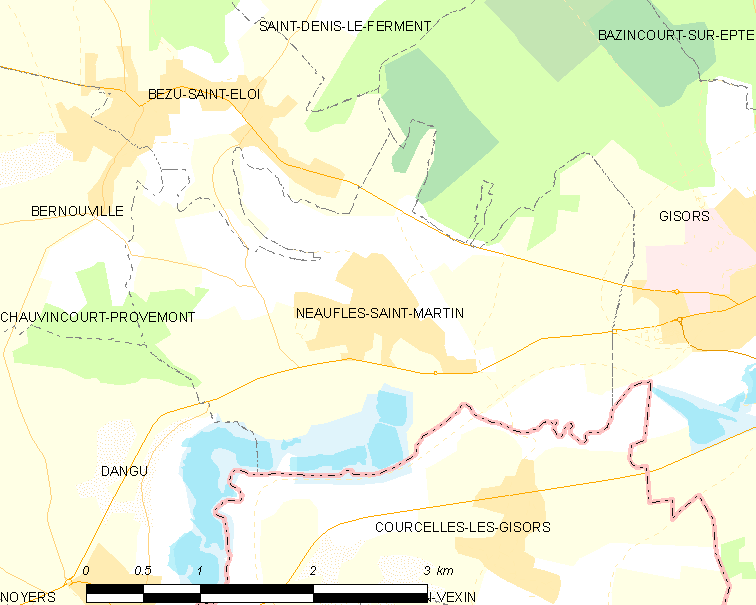
诺夫勒圣马丹的OSM定位图

## 行政
诺夫勒圣马丹的邮政编码为27830，INSEE市镇编码为27426。

## 政治
诺夫勒圣马丹所属的省级选区为日索尔县。

## 人口

1962-2008年间诺夫勒圣马丹人口变化图示

诺夫勒圣马丹于2022年1月1日时的人口数量为1306人。